# Eismayer (Film)
Eismayer ist ein österreichischer Spielfilm von David Wagner aus dem Jahr 2022 mit Gerhard Liebmann, Luka Dimić und Julia Koschitz. Die Premiere des Filmdramas erfolgte am 4. September 2022 im Rahmen der Internationalen Filmfestspiele von Venedig 2022, wo der Film in der unabhängigen Filmreihe Settimana Internazionale della Critica/Venice International Critics’ Week als bester Spielfilm ausgezeichnet wurde.

## Handlung
Vizeleutnant Charles Eismayer ist Ausbildner beim Gardebataillon des österreichischen Bundesheeres. Unter den Rekruten hat er den Ruf, einer der härtesten Ausbildner zu sein. Allerdings hat er ein gut gehütetes Geheimnis: Er ist homosexuell. Seine Liebe zu Männern lebt er im Verborgenen aus, auch seine Frau Christina und sein Sohn dürfen nichts davon wissen.
Eines Tages wird ihm der Rekrut Mario Falak zugeteilt, der offen mit seiner Homosexualität umgeht und Eismayers Autorität die Stirn bietet. Aus der anfänglichen Faszination füreinander wird bald Liebe. Eismayer outet sich daraufhin vor seiner Frau, die sich von ihm trennt und mit dem Sohn aus der Wohnung auszieht. Mario zieht an deren Stelle zu ihm.
Nachdem Eismayer an Lungenkrebs erkrankt ist, kümmert sich Mario um ihn. Charles gelingt es mit Marios Hilfe, den Krebs zu besiegen, und er kann wieder den Dienst in der Kaserne aufnehmen. Aufgrund seiner angeschlagenen Gesundheit wird ihm die Position des Ausbildners entzogen. Vor den Kameraden hält er seine Beziehung mit Mario weiterhin geheim.
Als Mario das Versteckspiel satt hat, macht er Charles einen Antrag und will sich mit ihm öffentlich verpartnern. Der lehnt den Antrag allerdings aus Angst um seinen Ruf zunächst ab. Erst nach einiger Bedenkzeit steht Charles öffentlich zur Beziehung mit Mario.
Im Abspann ist zu lesen, dass Charles Eismayer und Mario Falak am 31. Jänner 2014 in der Maria-Theresien-Kaserne offiziell verpartnert wurden und zum Zeitpunkt der Dreharbeiten noch aktiv im Dienst waren.

## Produktion

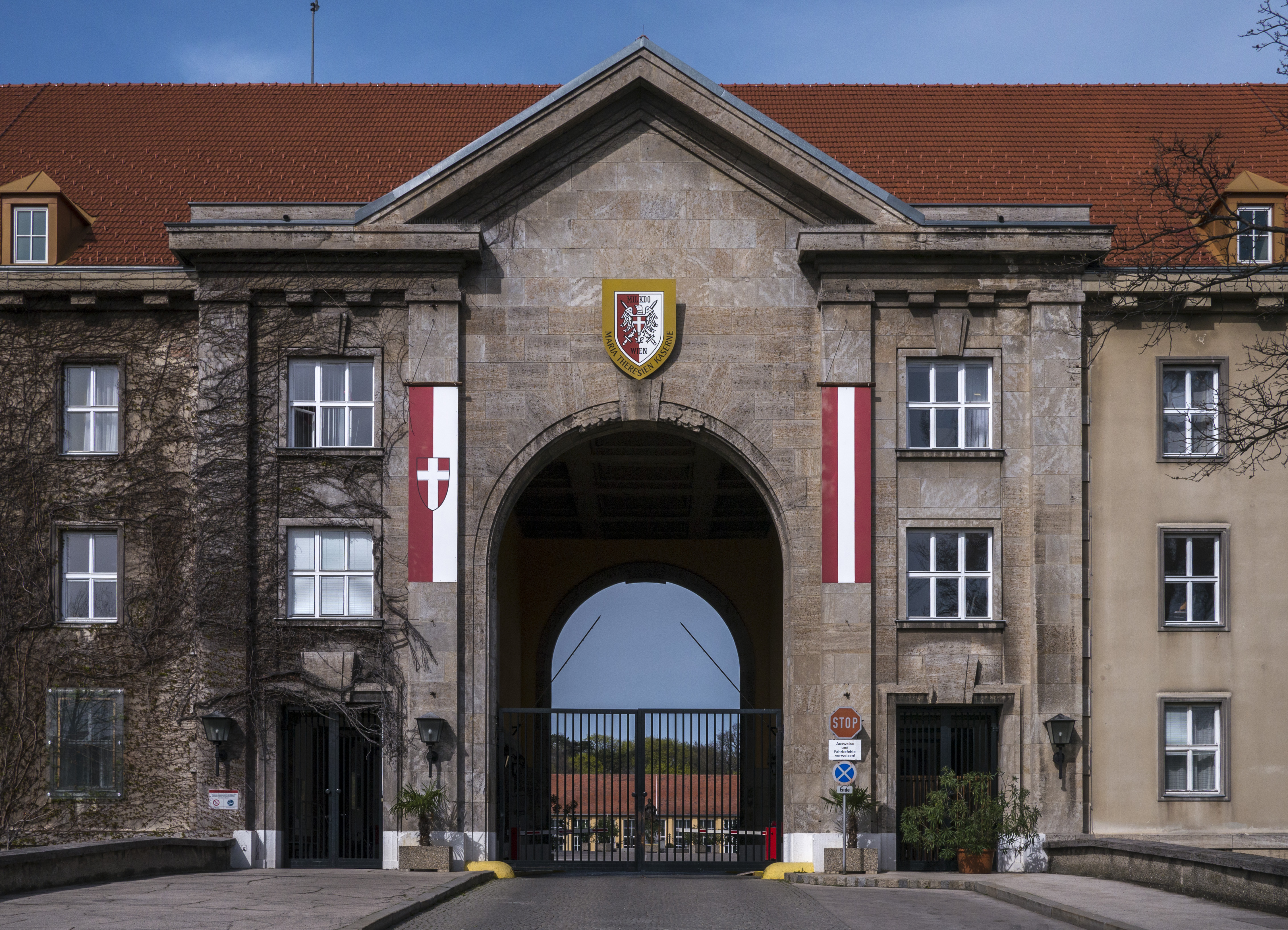
Einer der Drehorte: die Maria-Theresien-Kaserne

Die Dreharbeiten fanden an 30 Drehtagen von August bis Dezember 2021 statt. Gedreht wurde in Wien, Niederösterreich, der Steiermark und Salzburg.
Unterstützt wurde die Produktion vom Österreichischen Filminstitut, vom Filmfonds Wien, von Filmstandort Austria (FISA), vom Land Niederösterreich und von Cine Art (Land Steiermark). Beteiligt waren der Österreichische Rundfunk, das ZDF und Arte. Produziert wurde der Film von der österreichischen Golden Girls Filmproduktion (Produzenten Arash T. Riahi und Sabine Gruber).
Die Kamera führte Serafin Spitzer, die Montage verantwortete Stephan Bechinger und das Casting Nicole Schmied. Das Kostümbild gestaltete Monika Buttinger, das Szenenbild Galleguillos Thiare und Caric Raphael, den Ton Claus Benischke-Lang, Nora Czamler, Atanas Tcholakov und Manuel Meichsner und das Maskenbild Nora Conradi und Julika Leiendecker.

## Hintergrund
2014 stieß Regisseur und Drehbuchautor David Wagner (* 1982) in einer österreichischen Tageszeitung auf einen Artikel über Vizeleutnant Charles Eismayer, der sich in einen Rekruten verliebt hatte, als homosexuell outete und ihm in Galauniform auf dem Kasernenhof das Ja-Wort gab.
Wagner studierte damals an der Hamburg Media School Regie und entwickelte für eine Studienaufgabe aus Eismayers Geschichte das Drehbuch. Das Drehbuch entstand im Rahmen der Drehbuchwerkstatt München-Steiermark Jahrgang 2018–2019. Im Zuge seiner Recherche lernte er Charles Eismayer und Mario Falak persönlich kennen und führte mit den beiden Interviews, ebenso wie mit anderen von Eismayer ausgebildeten Rekruten.
„Full Metal Jacket auf schwul“ überschreibt Filmjournalist Dieter Oßwald seine Premieren-Kritik von Venedig und prognostiziert: „Es wäre kaum überraschend, wenn nach „Große Freiheit (2021)“ nun der „Eismayer“ von Österreich ins kommende Oscar-Rennen geschickt wird.“

## Veröffentlichung
Der Film wurde im Dezember 2021 in der Sektion Work in Progress für in Post-Produktion befindliche Projekte beim Les Arcs Film Festival vorgestellt.
Die Premiere des Filmdramas erfolgte am 4. September 2022 im Rahmen der Internationalen Filmfestspiele von Venedig 2022, wo der Film in die unabhängige Filmreihe Settimana Internazionale della Critica/Venice International Critics’ Week eingeladen wurde.
In der Schweiz wurde der Film ab dem 27. September 2022 im Rahmen des Zurich Film Festivals vorgestellt, wo der Film in den Fokus-Wettbewerb eingeladen wurde.
Am 23. und 24. Oktober 2022 wurde der Film auf der Viennale gezeigt. Der österreichische Kinostart war am 28. Oktober 2022. Am 1. Juni 2023 kam der Film in die deutschen Kinos. Im ORF wurde die Produktion am 26. Oktober 2024 erstmals ausgestrahlt. Die Erstausstrahlung auf Arte ist für den 19. September 2025 vorgesehen.
Im Rahmen der Edition österreichischer Film von Hoanzl und dem Standard wurde der Film 2024 auf DVD veröffentlicht.

## Rezeption
Christoph Reiser meinte auf outnow.ch, dass der Film primär von der Performance seines Hauptdarstellers lebe, der sich in Hochform präsentiere. Eismayer habe aber auch viele witzige und erschreckende, fast brutale Momente. Und dennoch bleibe Platz für die Liebesgeschichte. Leider dauere der Film nur eineinhalb Stunden, unterhalte dafür in jeder der knapp 90 Minuten.
Matthias Greuling befand in der Wiener Zeitung, dass Regisseur Wagner dank seiner hervorragenden Besetzung mit Gerhard Liebmann und Luka Dimić ein überaus stimmiges Porträt eines Mannes gelinge, der mit sich selbst hadert. Wagner setze die Geschichte der beiden mit viel Gefühl um und arbeite sehr anschaulich heraus, in welchem Dilemma Eismayer steckt. Zugleich sei der Film auch die Abrechnung mit einem antiquierten Männerbild.
Dominik Kamalzadeh schrieb auf DerStandard.at, dass Liebmanns Darstellung, die zwischen machistischer Überzeichnung und jäh aufreißender Verletzlichkeit changiere, eine der großen Stärken des Films sei. Etliche Leser der Zeitung kritisierten allerdings, dass der reale Eismayer Rekruten schlecht behandelt und mitunter sogar in den Selbstmord getrieben habe und daher kein filmisches Denkmal verdiene.
Marian Wilhelm meinte in der Kleinen Zeitung, dass die zackige Soldaten-Welt der 1990er-Jahre geschickt als Kontrast zu den emotionalen inneren Kämpfen des Protagonisten fungiere, die sich nicht mit Härte lösen lassen. Die Darsteller, allen voran Gerhard Liebmann und Luka Dimić, überzeugten. Und auch die visuelle Umsetzung von Serafin Spitzer habe Kinoformat.
Stefan Grissemann bezeichnete die Produktion im Nachrichtenmagazin profil als geradlinigen, ökonomisch inszenierten Film mit schnörkellosem visuellen Stil und trockenem Witz. Das bemerkenswerte Erstlingswerk von David Wagner setze anstatt auf Genreklischees auf Ambivalenz und Unberechenbarkeit und sei eindeutig kein Wiener Full Metal Jacket. Sexualitätspolitisch, ethisch und ästhetisch erscheine Wagners Film sehr zeitgemäß.

## Auszeichnungen und Nominierungen
Internationale Filmfestspiele von Venedig 2022
- Auszeichnung als bester Spielfilm der Settimana Internazionale della Critica (David Wagner)[3][4]
- Nominierung für den Queer Lion

Filmfestival Max Ophüls Preis 2023
- Nominierung für den Wettbewerb Spielfilm[29]
- Max Ophüls Preis: Preis der Filmkritik[30]
- Publikumspreis[30]

Romyverleihung 2023
- Nominierung in der Kategorie Beliebtester Schauspieler Film (Gerhard Liebmann)[31]
- Nominierung in der Kategorie Bester Film Kino[32]
- Auszeichnung in der Kategorie Beste Musik (Eva Klampfer)[33]

Thomas-Pluch-Drehbuchpreis 2023
- Nominierung für den Hauptpreis und den Spezialpreis der Jury (David Wagner)

Diagonale 2023
- Diagonale-Schauspielpreis (Gerhard Liebmann)[34]

Österreichischer Filmpreis 2023
- Nominierung in der Kategorie Bester Spielfilm (David Wagner, Arash T. Riahi, Sabine Gruber)
- Auszeichnung in der Kategorie Bester männlicher Darsteller (Gerhard Liebmann)
- Auszeichnung in der Kategorie Beste männliche Nebenrolle (Luka Dimić)
- Auszeichnung in der Kategorie Bestes Drehbuch (David Wagner)
- Auszeichnung in der Kategorie Beste Musik (Eva Klampfer)
- Nominierung in der Kategorie Bester Schnitt (Stephan Bechinger)
- Nominierung in der Kategorie Beste Tongestaltung (Claus Benischke-Lang, Nora Czamler, Atanas Tcholakov und Manuel Meichsner)

Der Papierene Gustl 2022
- Auszeichnung als bester österreichischer Film[36]

Deutscher Schauspielpreis 2023
- Auszeichnung in der Kategorie Dramatische Hauptrolle (Gerhard Liebmann)[37][38]

Filmfestival Kitzbühel 2023
- Auszeichnung für die beste österreichische Regie (David Wagner)[39]

Günter-Rohrbach-Filmpreis 2023
- Shortlist[40]